# Carbono vítreo

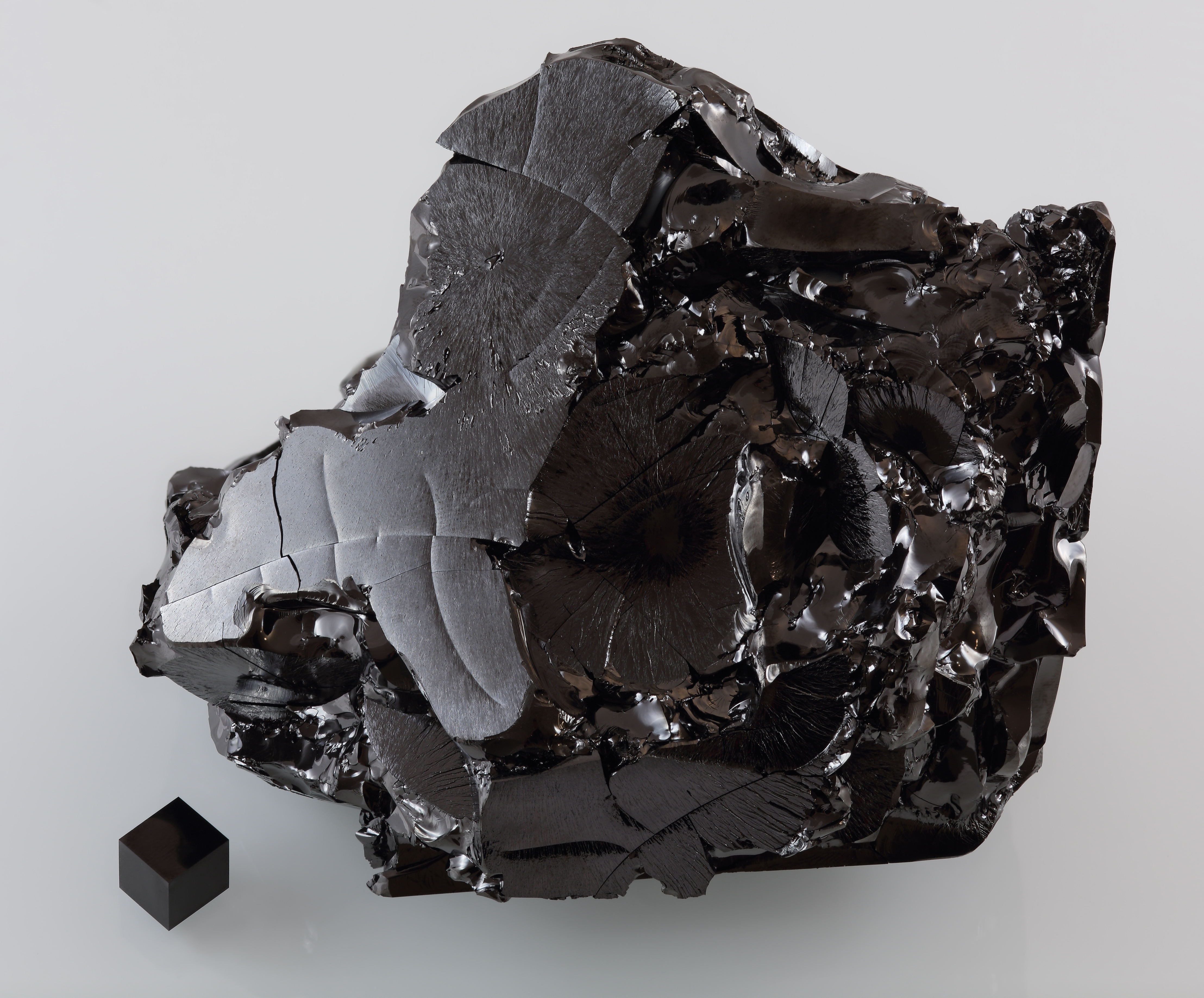
Carbono vítreo

El carbono vítreo es una clase de carbono no grafítico, que es usado ampliamente como material para electrodos en electroquímica, así como en crisoles de alta temperatura, y como componente de algunos dispositivos protésicos. Fue producido por trabajadores en los laboratorios de The General Electric Company, Reino Unido, a inicios de la década de 1960, usando celulosa como material inicial. Poco tiempo después, trabajadores japoneses produjeron un material similar a partir de resinas fenólicas. Fue producido por primera vez por Bernard Redfern a mediados de 1950, en los laboratorios de The Carborundum Company, en Reino Unido. Consiguió desarrollar una matriz de polímero para imitar una estructura de diamante, y descubrió una resina fenólica que, con preparación especial, la produciría sin ayuda de un catalizador. Se depositaron algunas patentes, algunas de las cuales fueron retiradas más tarde en interés de la seguridad nacional americana. Las muestras de investigación originales de la resina y el producto aún existen.
La preparación de carbono vítreo implica someter a los precursores orgánicos a una serie de tratamientos térmicos a temperaturas hasta de 3000 °C. A diferencia de muchos carbonos no grafitizantes, son impermeables a los gases, y son extremadamente inertes químicamente, especialmente aquellos preparados a muy altas temperaturas. Se ha demostrado que las velocidades de oxidación de ciertos carbonos vítreos en oxígeno, dióxido de carbono, o vapor de agua, son menores que las de cualquier otro carbono. También son altamente resistentes al ataque por ácidos. En consecuencia, mientras el grafito normal es reducido a un polvo por una mezcla de ácido sulfúrico y ácido nítrico a temperatura ambiente, el carbono vítreo no es afectado por tal tratamiento, incluso después de varios meses.